# Tu sei il male
Tu sei il male  è un romanzo di Roberto Costantini pubblicato nel 2011. Esso è il primo capitolo della Trilogia del male.

## Trama
Roma 1982. Michele Balistreri è un giovane commissario di polizia dal passato oscuro che presta servizio al commissariato di Vigna Clara, una delle zone più tranquille di Roma. Stringe amicizia con Angelo Dioguardi, un ragazzo delle borgate romane che lavora per il Cardinale Alessandrini, lo zio della sua fidanzata Paola. La sera dell'11 luglio del 1982, quando tutta Roma è impegnata a vedere la finale dei mondiali, viene uccisa Elisa Sordi, una ragazza che lavora per Angelo. Michele deve indagare sull'omicidio, ma lo fa in maniera superficiale. Balistreri interroga diverse persone che conoscevano Elisa: Manfredi, il figlio del conte Tommaso dei Banchi di Aglieno, Velerio,  Valerio Bona, un corteggiatore di Elisa,  padre Paul, il cardinale Alessandrini, Gina Giansanti, la portiera del palazzo dove lavorava Elisa.  In un primo momento arresta Manfredi e ciò provoca il suicidio della madre del giovane, Ulla. Ma il ragazzo è innocente e viene presto rilasciato. Il delitto rimane insoluto.
La narrazione riprende nel 2005. Michele è ora a capo della Sezione speciale stranieri di Roma. Samantha Rossi, una giovane studentessa, viene violentata e uccisa da tre rumeni del Casilino 900. Nadia, una prostituta che viene dalla Moldova scompare e dopo una serie di indagini viene ritrovata morta in un pozzo. Gli assassini sono rumeni. Ma tra i due omicidi c'è un nesso: su entrambi i corpi viene incisa una lettera. Michele segue le indagini insieme ai suoi collaboratori, Corvu, Piccolo, Mastroianni, Coppola e con la collaborazione della giornalista Linda Nardi. Nei due omicidi sono implicati un rumeno, Marius Hagi, ma anche un commissario di polizia, Colajacono. 
Il 6 luglio 2006, mentre gli azzurri battono la Francia ai Mondiali di Germania, Giovanna Sordi, madre di Elisa, si uccide gettandosi dal balcone. Il rimorso induce Balistreri a riaprire le indagini. Scopre così che i tre delitti sono collegati tra loro. Nel frattempo altre persone ed altre donne vengono uccise, ognuna con una lettera incisa sul corpo. Nel corso delle indagini rivede tutte quelle persone che 24 anni prima aveva interrogato per la morte di Elisa. Man mano che si avvicina alla verità, Balistreri scopre che ogni dettaglio, ogni omicidio è stato studiato a tavolino per fare in modo che lui scoprisse l'assassino di Elisa Sordi.

## Incipit
«Piatto» fu la prima parola che sentii dire ad Angelo Dioguardi.
Ero entrato nella stanza piena di fumo solo perché c'era il mobile bar e volevo riempirmi il bicchiere dalla bottiglia di Lagavulin che avevo adocchiato.
Conoscevo di vista tre dei quattro che stavano giocando a poker, ma non il ragazzo alto con i capelli biondi lunghi e arruffati, i basettoni e gli occhi azzurri. Davanti a lui erano ammucchiate quasi tutte le fiche.

## Finale
Iniziò a piovere forte. Restammo lì, in silenzio, mentre la luce pallida del giorno si affievoliva. La pioggia ci bagnava i capelli, il viso, il corpo, entrava nelle scarpe. Poi, a uno a uno, i puntini delle case in fondo alla valle cominciarono a illuminarsi nel crepuscolo.
La madre guardò un'ultima volta il piccolo balestruccio immobile. Poi si librò nell'aria e volò via da sola. Non era felice, ma cinguettava.

## Edizioni
- Roberto Costantini, Tu sei il male, Venezia, Marsilio, 2011.